# Ministri responsabili della famiglia della Francia
Questo articolo fornisce l'elenco dei ministri responsabili della famiglia.
Il titolare della carica può essere un ministro a pieno titolo o un ministro delegato, come avviene attualmente.

## Elenco
| Ministro delegato o segretario di Stato | Incarico | Ministro di vigilanza           | Incarico | Governo                         | Inizio                          | Fine                            |
| Presidenza di Charles de Gaulle         | Presidenza di Charles de Gaulle                                                                                | Presidenza di Charles de Gaulle | Presidenza di Charles de Gaulle                                                                                        | Presidenza di Charles de Gaulle | Presidenza di Charles de Gaulle | Presidenza di Charles de Gaulle |
| --------------------------------------- | --- | ------------------------------- | --- | ------------------------------- | ------------------------------- | ------------------------------- |
| Nessuno                                 | Nessuno | Nessuno                         | Nessuno | Debré Pompidou I, II, III e IV  | 8 gennaio 1959                  | 11 luglio 1968                  |
| Marie-Madeleine Dienesch                | Segretario di Stato per gli affari sociali                                                                     | Maurice Schumann                | Ministro di Stato per gli affari sociali                                                                               | Couve de Murville               | 12 luglio 1968                  | 20 giugno 1969                  |
| Presidenza di Georges Pompidou          | |                                 | |                                 |                                 |                                 |
| Nessuno                                 | Nessuno | Nessuno                         | Nessuno | Chaban-Delmas                   | 20 giugno 1969                  | 5 luglio 1972                   |
| Marie-Madeleine Dienesch                | Segretario di Stato per l'azione sociale e la riabilitazione                                                   | Jean Foyer                      | Ministro della sanità pubblica                                                                                         | Messmer I                       | 6 luglio 1972                   | 28 marzo 1973                   |
| Marie-Madeleine Dienesch                | Segretario di Stato                                                                                            | Michel Poniatowski              | Ministro della sanità pubblica e della previdenza sociale                                                              | Messmer II e III                | 12 aprile 1973                  | 27 maggio 1974                  |
| Presidenza di Valéry Giscard d'Estaing  | |                                 | |                                 |                                 |                                 |
| Nessuno                                 | Nessuno | Nessuno                         | Nessuno | Chirac I Barre I e II           | 27 maggio 1974                  | 5 maggio 1978                   |
| Daniel Hoeffel                          | Segretario di Stato per gli aiuti e l'azione sociale                                                           | Simone Veil                     | Ministro della salute e della famiglia                                                                                 | Barre III                       | 6 maggio 1978                   | 4 luglio 1979                   |
| Monique Pelletier                       | Ministro delegato responsabile della famiglia e della condizione femminile                                     | Raymond Barre                   | Primo ministro | Barre III                       | 18 febbraio 1980                | 4 marzo 1981                    |
| Alice Saunier-Seïté                     | Ministro delegato responsabile della famiglia e della condizione femminile                                     | Raymond Barre                   | Primo ministro | Barre III                       | 4 marzo 1981                    | 13 maggio 1981                  |
| Presidenza di François Mitterrand       | |                                 | |                                 |                                 |                                 |
| Georgina Dufoix                         | Segretario di Stato per la famiglia                                                                            | Nicole Questiaux                | Ministro di Stato, ministro della solidarietà nazionale                                                                | Mauroy I                        | 22 maggio 1981                  | 22 giugno 1981                  |
| Georgina Dufoix                         | Segretario di Stato per la famiglia                                                                            | Nicole Questiaux                | Ministro della solidarietà nazionale                                                                                   | Mauroy II                       | 23 giugno 1981                  | 29 giugno 1982                  |
| Georgina Dufoix                         | Segretario di Stato per la famiglia                                                                            | Pierre Bérégovoy                | Ministro degli affari sociali e della solidarietà nazionale                                                            | Mauroy II                       | 29 giugno 1982                  | 22 marzo 1983                   |
| Georgina Dufoix (dal 24 marzo 1983)     | Segretario di Stato per la famiglia, la popolazione e i lavoratori immigrati                                   | Pierre Bérégovoy                | Ministro degli affari sociali e della solidarietà nazionale                                                            | Mauroy III                      | 22 marzo 1983                   | 17 luglio 1984                  |
| Nessuno                                 | Nessuno | Nessuno                         | Nessuno | Fabius                          | 17 luglio 1984                  | 22 marzo 1986                   |
| Michèle Barzach (dal 25 marzo 1986)     | Ministro delegato alla salute e alla famiglia                                                                  | Philippe Séguin                 | Ministro degli affari sociali e dell'occupazione                                                                       | Chirac II                       | 23 marzo 1986                   | 10 maggio 1988                  |
| Georgina Dufoix                         | Ministro delegato responsabile della famiglia, dei diritti delle donne, della solidarietà e dei rimpatriati    | Michel Delebarre                | Ministro degli affari sociali e dell'occupazione                                                                       | Rocard I                        | 12 maggio 1988                  | 23 giugno 1988                  |
| Hélène Dorlhac de Borne                 | Segretario di Stato per la famiglia                                                                            | Claude Évin                     | Ministro della solidarietà, della salute et della protezione sociale, portavoce del Governo (fino al 14 febbraio 1989) | Rocard II                       | 28 giugno 1988                  | 2 ottobre 1990                  |
| Hélène Dorlhac de Borne                 | Segretario di Stato per la famiglia e gli anziani                                                              | Claude Évin                     | Ministro degli affari sociali e della solidarietà                                                                      | Rocard II                       | 2 ottobre 1990                  | 15 maggio 1991                  |
| Laurent Cathala (dal 17 maggio 1991)    | Segretario di Stato per la famiglia e gli anziani                                                              | Jean-Louis Bianco               | Ministro degli affari sociali e dell'integrazione                                                                      | Cresson                         | 16 maggio 1991                  | 22 luglio 1991                  |
| Laurent Cathala (dal 17 maggio 1991)    | Segretario di Stato per la famiglia, gli anziani e i rimpatriati                                               | Jean-Louis Bianco               | Ministro degli affari sociali e dell'integrazione                                                                      | Cresson                         | 22 luglio 1991                  | 2 aprile 1992                   |
| Laurent Cathala (dal 4 aprile 1992)     | Segretario di Stato per la famiglia, gli anziani e i rimpatriati                                               | René Teulade                    | Ministro degli affari sociali e dell'integrazione                                                                      | Bérégovoy                       | 2 aprile 1992                   | 29 marzo 1993                   |
| Nessuno                                 | Nessuno | Nessuno                         | Nessuno | Balladur                        | 29 marzo 1993                   | 16 maggio 1995                  |
| Presidenza di Jacques Chirac            | |                                 | |                                 |                                 |                                 |
| Nessuno                                 | Nessuno | Nessuno                         | Nessuno | Juppé I                         | 17 maggio 1995                  | 7 novembre 1997                 |
| Hervé Gaymard                           | Segretario di Stato per la sanità e la previdenza sociale presso il ministro del lavoro e degli affari sociali | Jacques Barrot                  | Ministro del lavoro e degli affari sociali                                                                             | Juppé II                        | 7 novembre 1995                 | 2 giugno 1997                   |
| Nessuno                                 | Nessuno | Nessuno                         | Nessuno | Jospin                          | 4 giugno 1997                   | 26 marzo 2000                   |
| Ségolène Royal                          | Ministro delegato per la famiglia e l'infanzia                                                                 | Martine Aubry                   | Ministro dell'occupazione e della solidarietà                                                                          | Jospin                          | 27 marzo 2000                   | 18 ottobre 2000                 |
| Ségolène Royal                          | Ministro delegato per la famiglia e l'infanzia                                                                 | Élisabeth Guigou                | Ministro dell'occupazione e della solidarietà                                                                          | Jospin                          | 18 ottobre 2000                 | 27 marzo 2001                   |
| Ségolène Royal                          | Ministro delegato per la famiglia, l'infanzia e le persone con disabilità                                      | Élisabeth Guigou                | Ministro dell'occupazione e della solidarietà                                                                          | Jospin                          | 27 marzo 2001                   | 6 maggio 2002                   |
| Nessuno                                 | Nessuno | Nessuno                         | Nessuno | Raffarin I                      | 7 maggio 2002                   | 17 giugno 2002                  |
| Christian Jacob                         | Ministro delegato alla famiglia                                                                                | Jean-François Mattei            | Ministro della salute, della famiglia e delle persone con disabilità                                                   | Raffarin II                     | 17 giugno 2002                  | 30 marzo 2004                   |
| Marie-Josée Roig                        | Ministro della famiglia e dell'infanzia                                                                        | Esercizio completo              | Esercizio completo | Raffarin III                    | 31 marzo 2004                   | 29 novembre 2004                |
| Nessuno                                 | Nessuno | Nessuno                         | Nessuno | Raffarin III                    | 29 novembre 2004+               | 31 maggio 2005                  |
| Philippe Bas                            | Ministro delegato alla previdenza sociale, agli anziani, ai disabili e alle famiglie                           | Xavier Bertrand                 | Ministro della salute e della solidarietà                                                                              | De Villepin                     | 2 giugno 2005                   | 26 marzo 2007                   |
| Presidenza di Nicolas Sarkozy           | |                                 | |                                 |                                 |                                 |
| Nessuno                                 | Nessuno | Nessuno                         | Nessuno | Fillon I                        | 17 maggio 2007                  | 18 giugno 2007                  |
| Nessuno                                 | Nessuno | Nessuno                         | Nessuno | Fillon II                       | 18 giugno 2007                  | 17 marzo 2008                   |
| Nadine Morano                           | Segretario di Stato per la famiglia                                                                            | Xavier Bertrand                 | Ministro del lavoro, delle relazioni sociali, della famiglia e della solidarietà                                       | Fillon II                       | 18 marzo 2008                   | 15 gennaio 2009                 |
| Nadine Morano                           | Segretario di Stato per la famiglia                                                                            | Brice Hortefeux                 | Ministro del lavoro, delle relazioni sociali, della famiglia, della solidarietà e della città                          | Fillon II                       | 15 gennaio 2009                 | 23 giugno 2009                  |
| Nadine Morano                           | Segretario di Stato per la famiglia e la solidarietà                                                           | Xavier Darcos                   | Ministro del lavoro, delle relazioni sociali, della famiglia, della solidarietà e della città                          | Fillon II                       | 23 giugno 2009                  | 22 marzo 2010                   |
| Nadine Morano                           | Segretario di Stato per la famiglia e la solidarietà                                                           | Éric Woerth                     | Ministro del lavoro, della solidarietà e della funzione pubblica                                                       | Fillon II                       | 22 marzo 2010                   | 13 novembre 2010                |
| Claude Greff                            | Segretario di Stato per la famiglia                                                                            | Roselyne Bachelot               | Ministro della solidarietà e della coesione sociale                                                                    | Fillon III                      | 29 giugno 2011                  | 10 maggio 2012                  |
| Presidenza di François Hollande         | |                                 | |                                 |                                 |                                 |
| Dominique Bertinotti                    | Ministro delegato alla famiglia                                                                                | Marisol Touraine                | Ministro degli affari sociali e della salute                                                                           | Ayrault I e II                  | 16 maggio 2012                  | 31 marzo 2014                   |
| Laurence Rossignol                      | Segretario di Stato per la famiglia, gli anziani e l'autonomia                                                 | Marisol Touraine                | Ministro degli affari sociali e della salute                                                                           | Valls I                         | 2 aprile 2014                   | 25 agosto 2014                  |
| Laurence Rossignol                      | Segretario di Stato per la famiglia, gli anziani e l'autonomia                                                 | Marisol Touraine                | Ministro degli affari sociali, della salute e dei diritti delle donne                                                  | Valls II                        | 26 agosto 2014                  | 17 giugno 2015                  |
| Laurence Rossignol                      | Segretario di Stato per la famiglia, l'infanzia, gli anziani e l'autonomia                                     | Marisol Touraine                | Ministro degli affari sociali, della salute e dei diritti delle donne                                                  | Valls II                        | 17 giugno 2015                  | 11 febbraio 2016                |
| Laurence Rossignol                      | Ministro della famiglia, dell'infanzia e dei diritti delle donne                                               | Esercizio completo              | Esercizio completo | Valls II                        | 11 febbraio 2016                | 6 dicembre 2016                 |
| Laurence Rossignol                      | Ministro della famiglia, dell'infanzia e dei diritti delle donne                                               | Esercizio completo              | Esercizio completo | Cazeneuve                       | 6 dicembre 2016                 | 14 maggio 2017                  |
| Presidenza di Emmanuel Macron           | |                                 | |                                 |                                 |                                 |
| Agnès Buzyn                             | Ministro della solidarietà e della salute                                                                      | Esercizio completo              | Esercizio completo | Philippe I                      | 17 maggio 2017                  | 21 giugno 2017                  |
| Agnès Buzyn                             | Ministro della solidarietà e della salute                                                                      | Esercizio completo              | Esercizio completo | Philippe II                     | 21 giugno 2017                  | 16 febbraio 2020                |
| Olivier Véran                           | Ministro della solidarietà e della salute                                                                      | Esercizio completo              | Esercizio completo | Philippe II                     | 16 febbraio 2020                | 26 luglio 2020                  |
| Olivier Véran                           | Ministro della solidarietà e della salute                                                                      | Esercizio completo              | Esercizio completo | Castex                          | 26 luglio 2020                  | 20 maggio 2022                  |
| Damien Abad                             | Ministro della solidarietà, dell'autonomia e delle persone con disabilità                                      | Esercizio completo              | Esercizio completo | Borne                           | 20 maggio 2022                  | 4 luglio 2022                   |
| Jean-Christophe Combe                   | Ministro della solidarietà, dell'autonomia e delle persone con disabilità                                      | Esercizio completo              | Esercizio completo | Borne                           | 4 luglio 2022                   | 20 luglio 2023                  |
| Aurore Bergé                            | Ministro della solidarietà e della famiglia                                                                    | Esercizio completo              | Esercizio completo | Borne                           | 20 luglio 2023                  | 8 gennaio 2024                  |
| Sarah El Haïry                          | Ministro delegato all'infanzia, alla gioventù e alla famiglie                                                  | Catherine Vautrin               | Ministro del lavoro, della salute e della solidarietà                                                                  | Attal                           | 8 febbraio 2024                 | in carica                       |